# Duganella zoogloeoides
Duganella zoogloeoides es una bacteria gramnegativa del género Duganella. Fue descrita en el año 1997, es la especie tipo. La cepa tipo fue anteriormente descrita como Zoogloea ramigera. Su etimología hace referencia a similar a Zoogloea. Es aerobia y móvil por flagelo polar. Tiene un tamaño de 0,6-0,8 μm de ancho por 1,8-3 μm de largo. Catalasa y oxidasa positivas. Forma colonias convexas, viscosas y de color amarillo pálido. Temperatura de crecimiento óptima de 25-30 °C. Tiene un contenido de G+C de 63-64%. Se ha aislado de aguas residuales en Estados Unidos. 

## Historia
Las cepas originales fueron aisladas de un filtro en el año 1967 y se identificaron como Zoogloea ramigera. Estudios posteriores observaron que estas cepas presentaban diferencias respecto al resto de cepas de esta especie, y se propuso su separación para formar el nuevo género Duganella.  